# Chedi

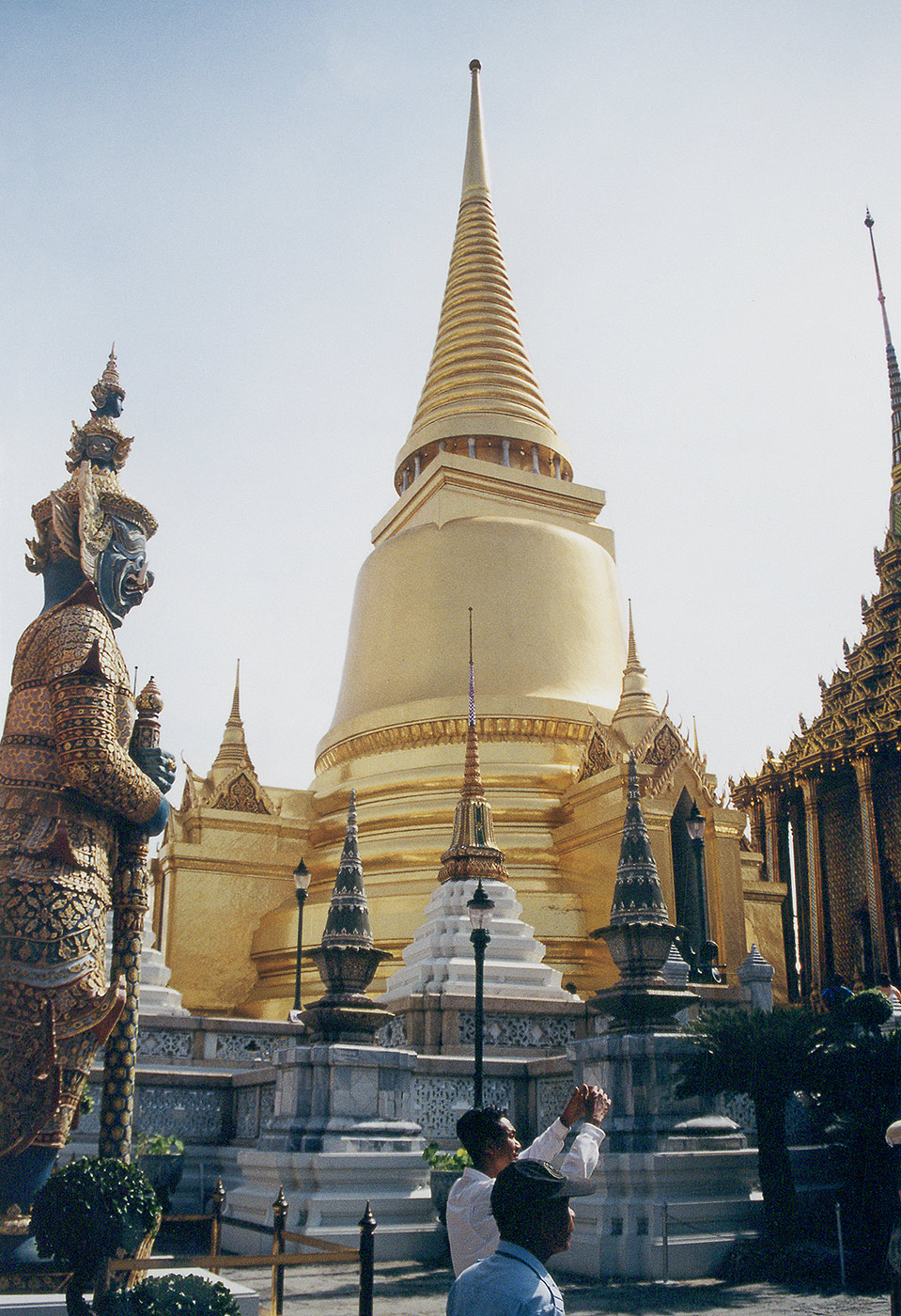
Chedi

Chedi este partea unui templu budist, care are însemnătate mai complexă de:
chedi sau chetiya în limba pali limba lui Buddha și limba sanscrită din care provine, înseamnă „a arannja sau a ordona”, „a aminti”, „a instrui”. Ein Chetiya este în același timp un altar închinat rugăciunilor, loc de venerare, aici sunt relicvele statuile sau urma piciorului lui Buddha. Intre timp s-au construit mai mi multe Chedi, cele noi fiind numai copii ale celor vechi. 

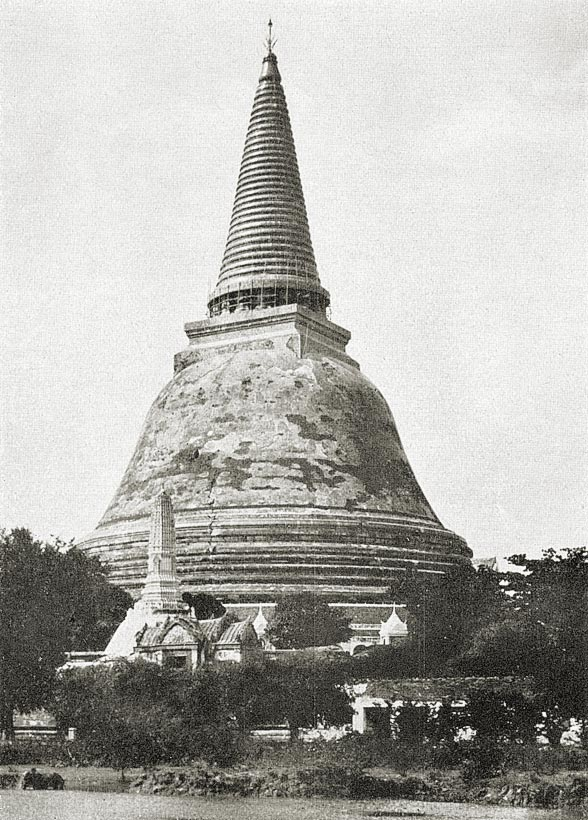
Phra Pathom Chedi in Nakhon Pathom; cu înălţimea de 127 m este cea mai înaltă construcţie budistă din lume
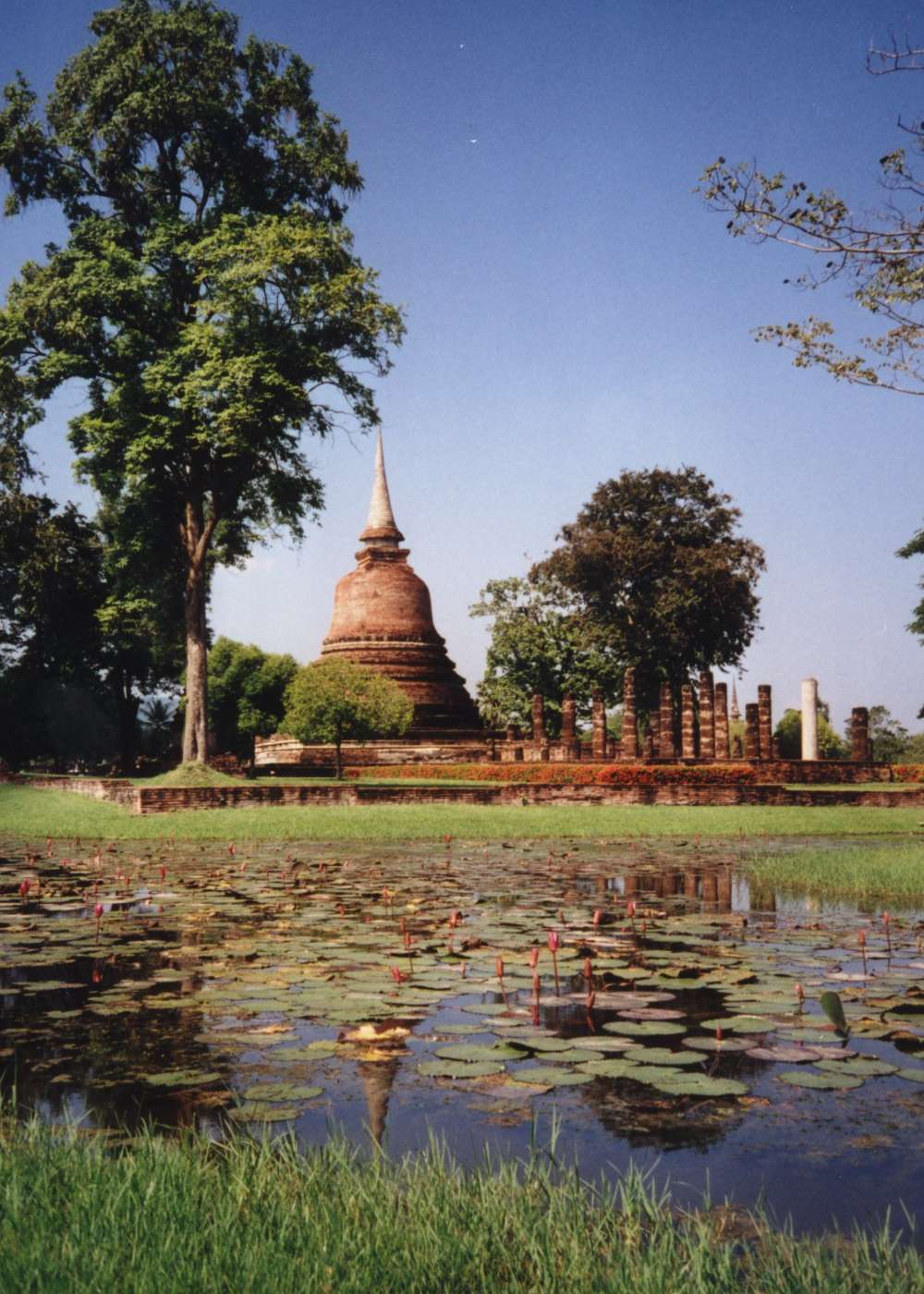
Chedi im Sri-Lanka-Stil, Sukhothai
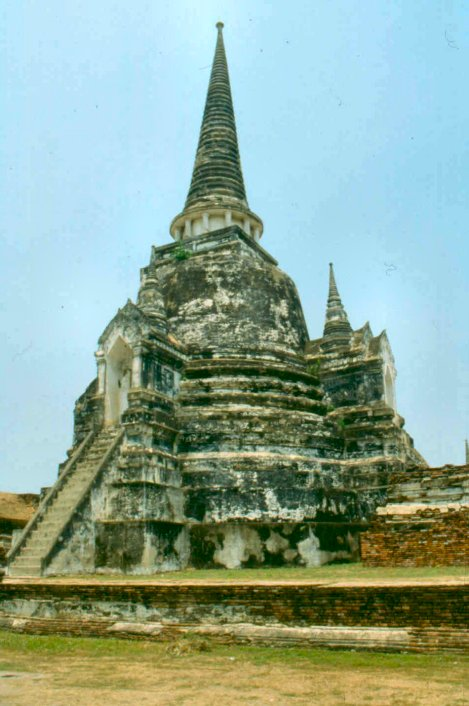
Wat Phra Si Sanphet, Ayutthaya
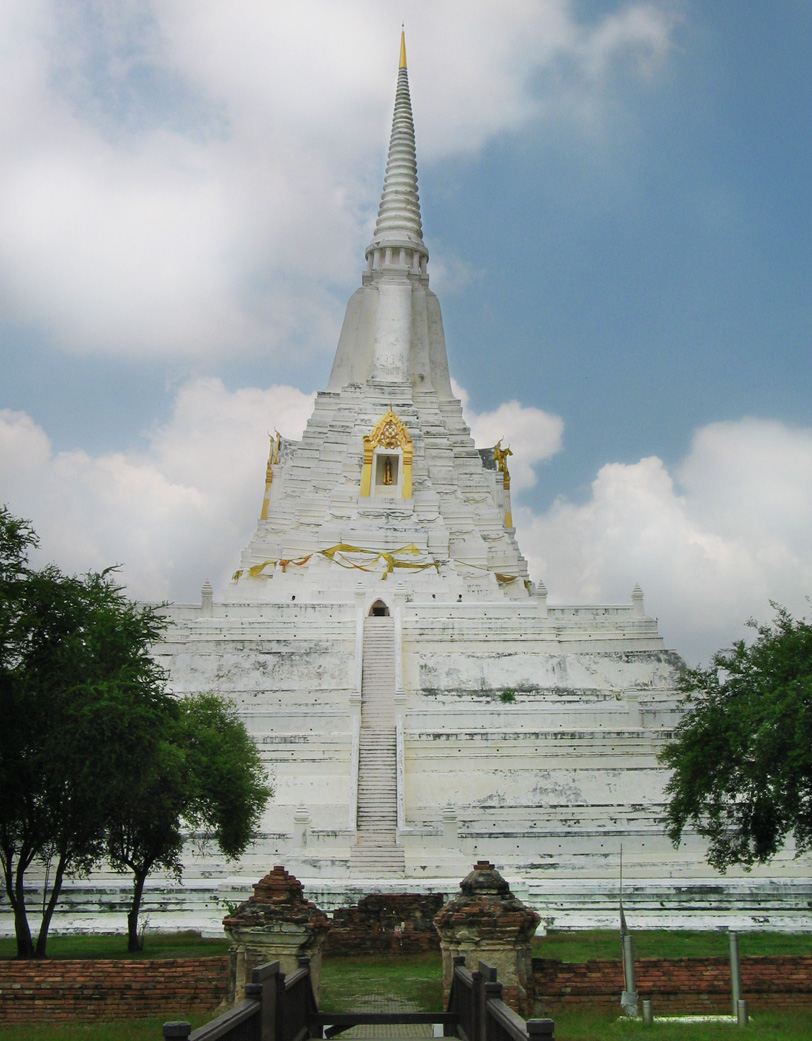
Chedi Phu Khao Thong (später Ayutthaya-Stil), Ayutthaya